# Centre Street (Manhattan)
Pour les articles homonymes, voir Centre Street.
Centre Street est une rue de Manhattan à New York.

## Situation et accès
Elle s'étend de Park Row au sud, à travers Chinatown et continue au nord jusqu'à Broome Street.

## Origine du nom
Après le comblement du Collect Pond (en) un réseau de rues fut créé, dont « Centre Street », qui se trouvait au centre de cette nouvelle zone urbaine.

## Historique
Avant 1821, la zone où se trouve « Centre Street » était occupée par le Collect Pond (en), un vaste étang qui servait de principale source d'eau potable à la ville. Mais avec l'industrialisation, le Collect Pond devint pollué et fut comblé, transformant le paysage en terrain constructible.

## Bâtiments remarquables et lieux de mémoire
On y trouve 
- l'ancien siège de la police de New York au n°240 et
- la cour suprême de New York au n°60.

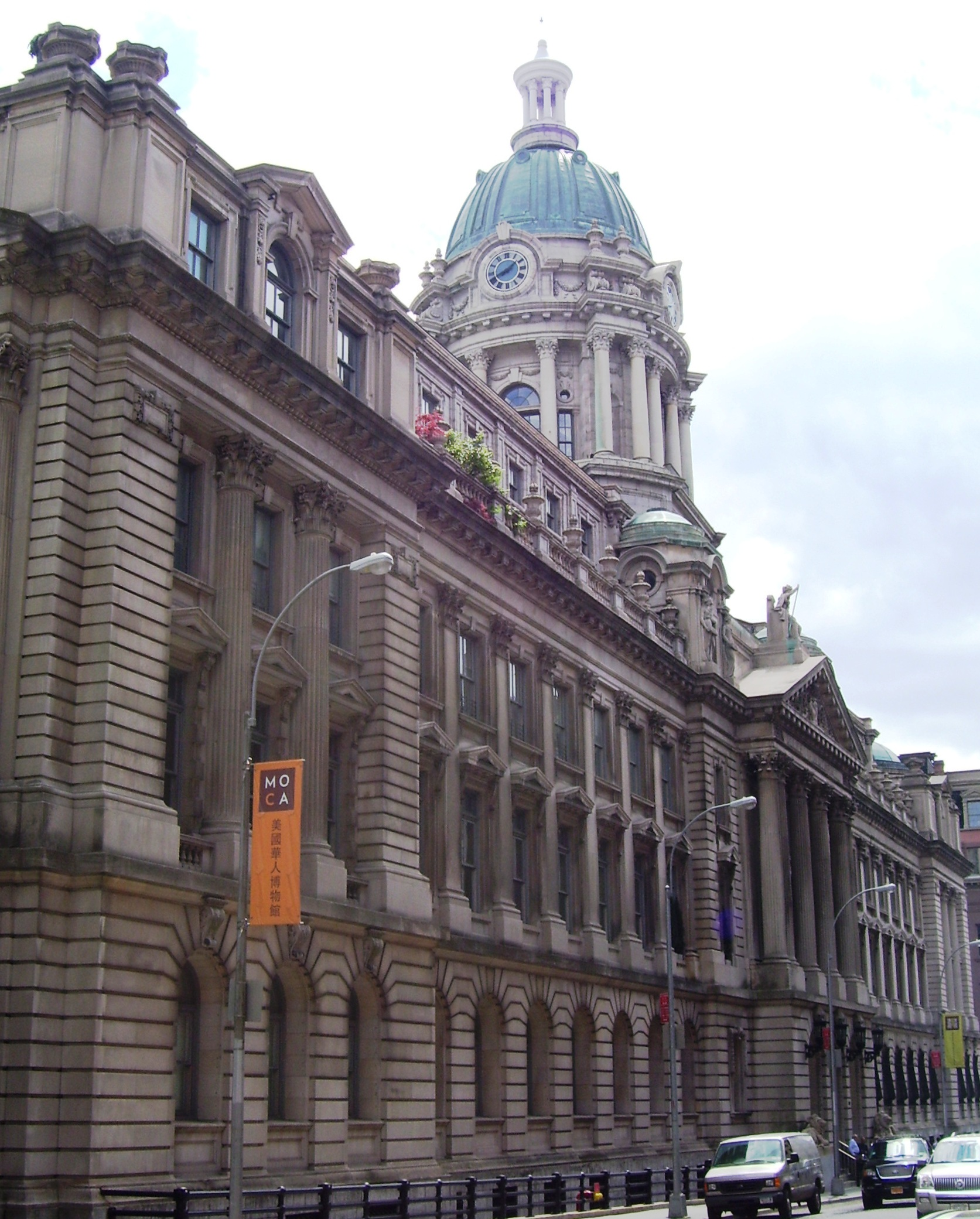
Police Building Centre Street vu du nord.
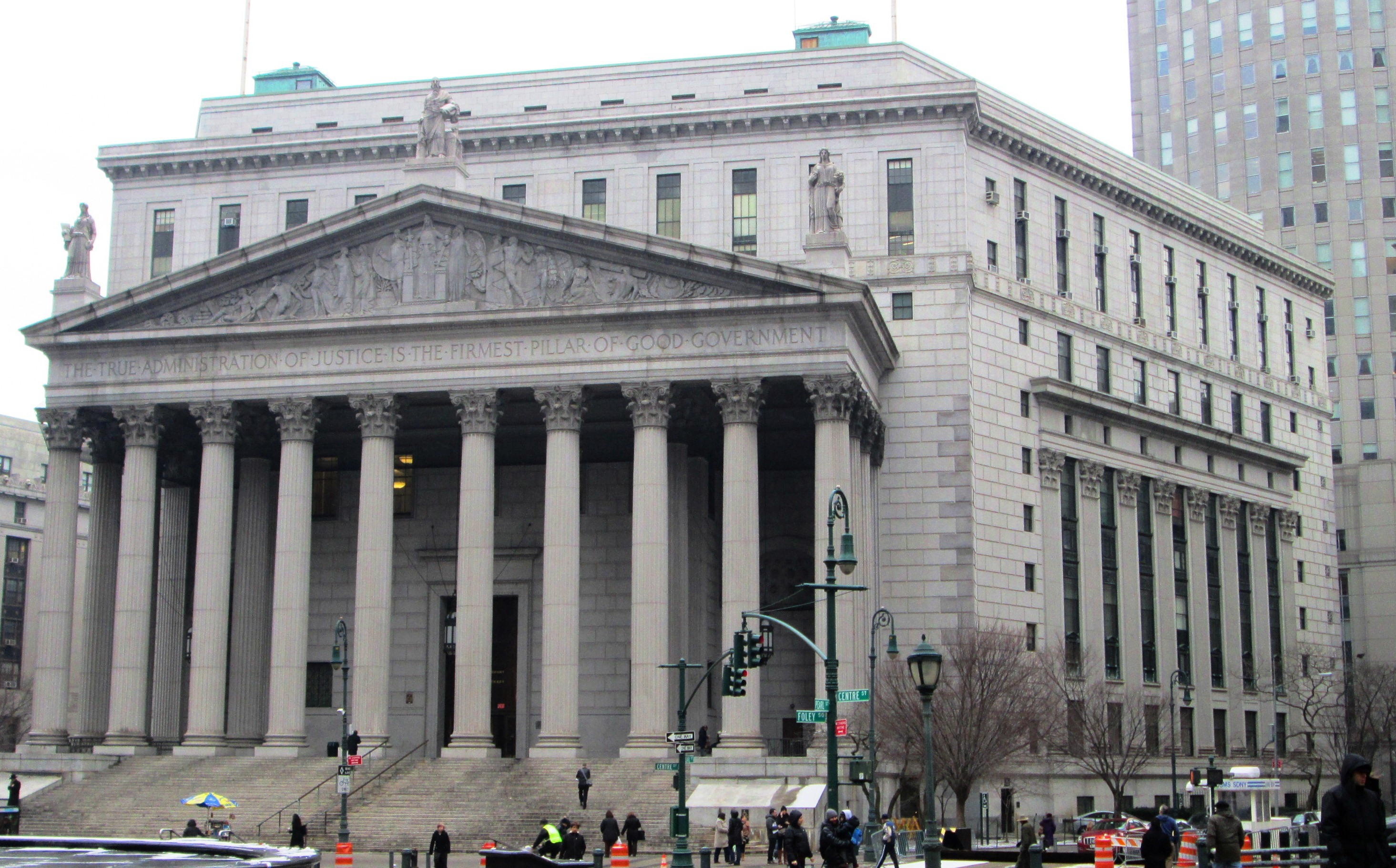
New York County Courthouse.